# Chiesa di San Giuliano (Selargius)
La chiesa di San Giuliano è un luogo di culto di Selargius, comune della città metropolitana di Cagliari in Sardegna. Rappresenta un significativo esempio del primo romanico sardo. Rientra nella parrocchia della vicina chiesa della Beata Maria Vergine Assunta e risale all'XI secolo.

## Storia

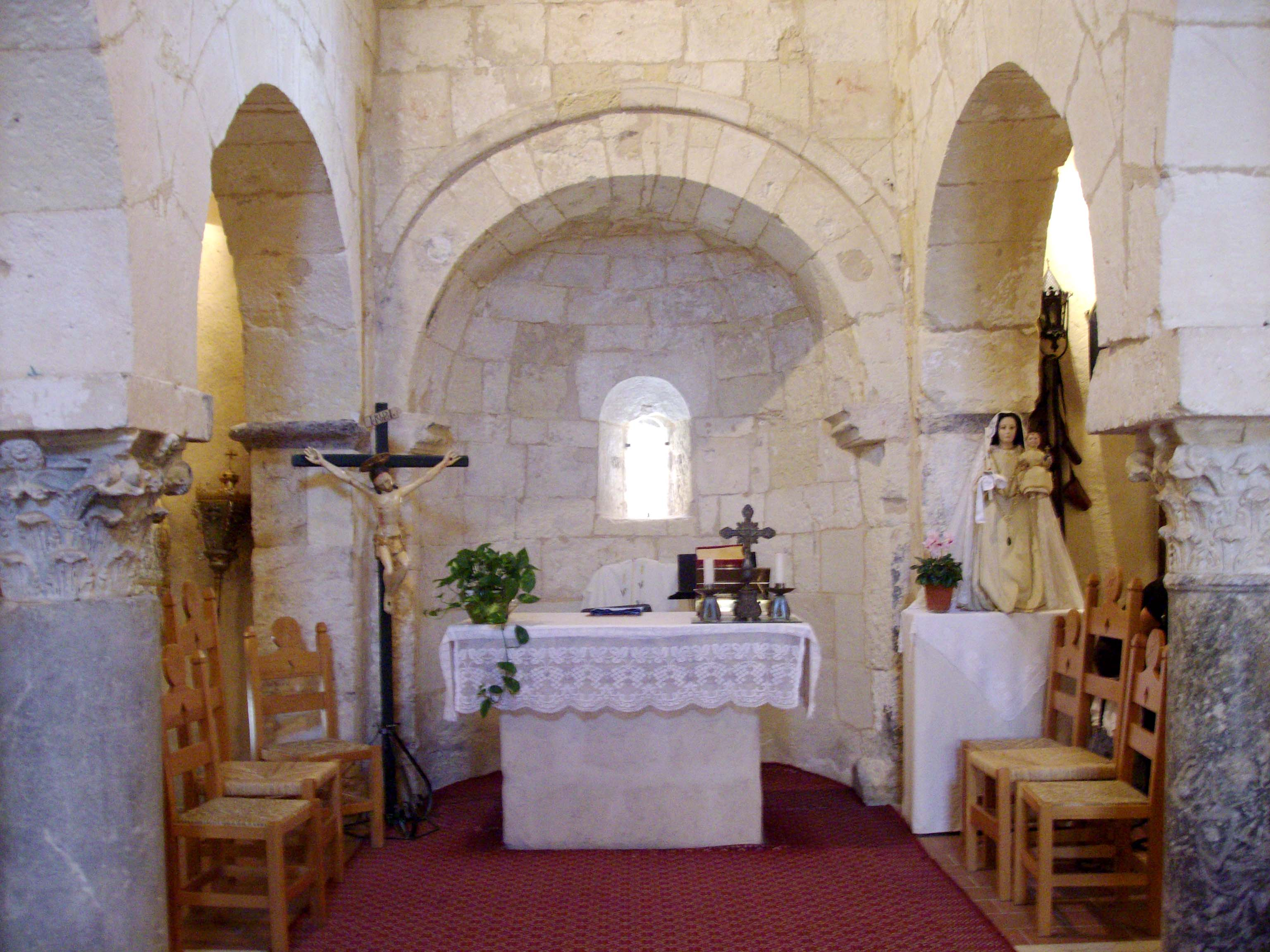
Interno della sala con altare maggiore

Il tempio venne edificato entro la fine del XI e fu oggetto di modifiche nel XIII secolo. Venne restaurato alla fine del XX secolo e in tale occasione vennero rinvenute antiche sepolture medievali.

## Descrizione

### Esterni

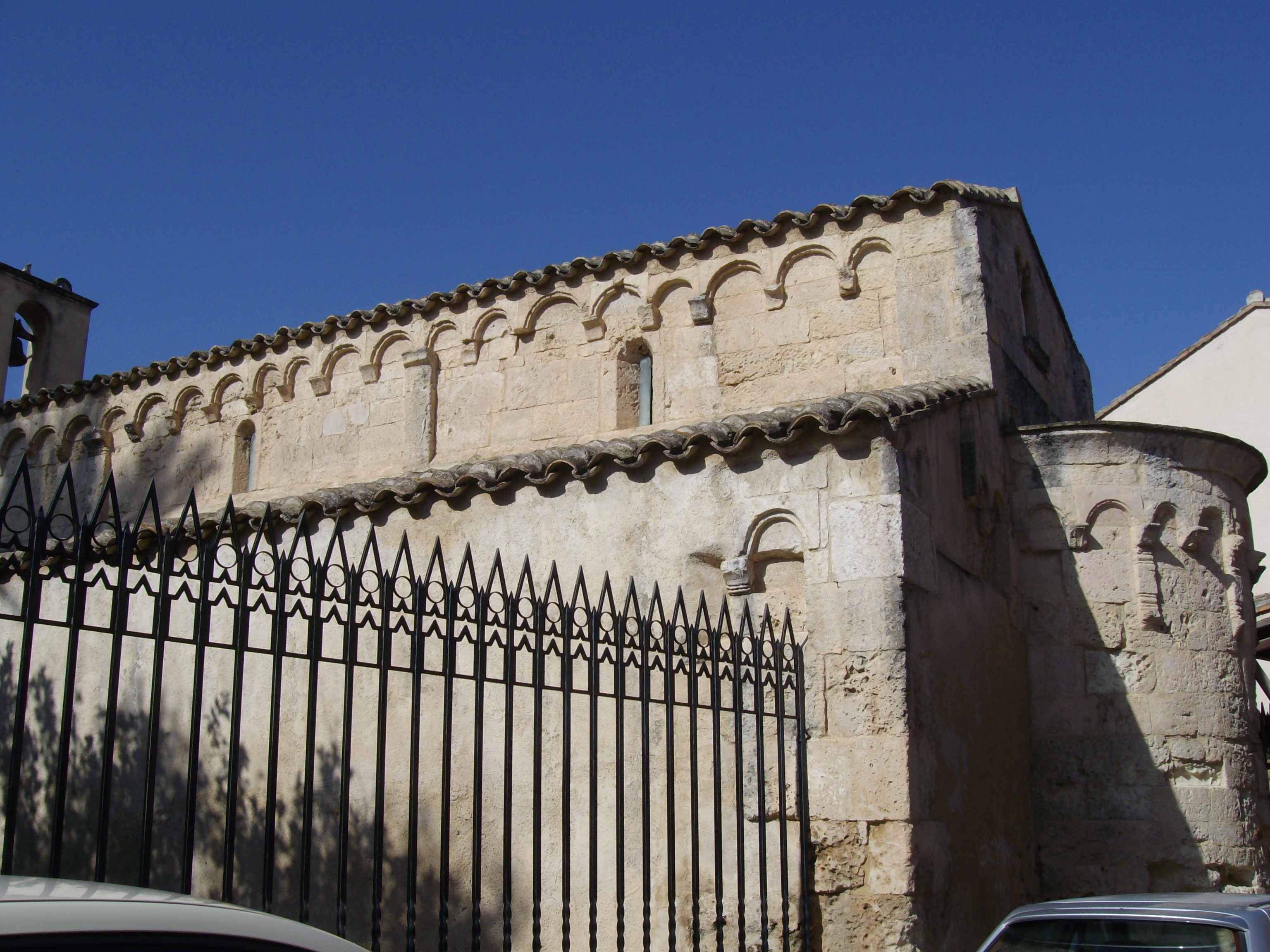
Retro

La facciata della chiesa è in pietra con un campanile a vela. L'ingresso è protetto dal caratteristico portico formato da tre arcate che richiamano nello stile le case del Campidano.  
Il portale architravato è sormontato da una finestra a lunetta.

### Interni
La chiesa è a tre navate ma di piccole dimensioni. Conserva la statua lignea raffigurante la Vergine de s’Incresciu, il crocifisso risalente XVI o XVII secolo e la statua lignea raffigurante San Giuliano a cavallo, con abiti da soldato romano. L'acquasantiera marmorea risale al 1664.